# Маліновський Андрій Володимирович
Андрі́й Володи́мирович Маліно́вський — генерал-майор Збройних сил України, Командувач ракетних військ і артилерії Збройних Сил України — заступник Командувача Сухопутних військ ЗСУ Збройних Сил України (з 2024).

## Біографія
Командувач ракетних військ і артилерії Збройних Сил України — заступник Командувача Сухопутних військ ЗСУ Збройних Сил України (з 2024).
Начальник управління ракетних військ і артилерії командування підготовки Командування Сухопутних військ ЗСУ (2020—2024).
Начальник штабу — перший заступник командувача ракетних військ і артилерії Сухопутних військ ЗСУ (2018—2020).
Командир 26-ї окремої артилерійської бригади (2011—2018).

## Військові звання
Генерал-майор — з 5 грудня 2019 року.

## Нагороди
- Орден Богдана Хмельницького I ст. (28 вересня 2022) — за особисту мужність і самовіддані дії, виявлені у захисті державного суверенітету та територіальної цілісності України, вірність військовій присязі[3][4]
- Орден Богдана Хмельницького II ст. (13 квітня 2022) — за особисту мужність і самовіддані дії, виявлені у захисті державного суверенітету та територіальної цілісності України, вірність військовій присязі[5]
- Орден Богдана Хмельницького III ст.(22 січня 2015) — за особисту мужність і героїзм, виявлені у захисті державного суверенітету та територіальної цілісності України, високий професіоналізм, вірність військовій присязі[6]
- Орден «За мужність» III ст. (30 вересня 2024) — за особисту мужність, виявлену у захисті державного суверенітету та територіальної цілісності України, самовіддане виконання військового обов'язку[7]
- Медаль «За військову службу Україні» (10 жовтня 2015) — за особисту мужність і високий професіоналізм, виявлені у захисті державного суверенітету та територіальної цілісності України, вірність військовій присязі[8]